# Teatre Pereira
El Teatre Pereira és un teatre d'Eivissa, a les Illes Balears, inaugurat el 1899.

## Història
Teatre construït a la ciutat d'Eivissa entre els anys 1897 i 1899 en un solar de l'actual carrer del Comte de Rosselló. La iniciativa fou de la societat Sandoval y Cía i en van ser els principals accionistes Abel Matutes Torres, propietari del solar, Josep Tarrés Espinal i Mercedes Sandoval i del Castillo. El nom de Pereira fa referència al comandant militar d'Eivissa Vicent Pereira, espòs de Mercedes Sandoval. Per fer front a les primeres despeses, els principals promotors hi aportaren cadascun 1.400 pessetes, tot i que uns setanta petits accionistes també hi participaren adquirint accions. A poc a poc, però, la família d'Abel Matutes va adquirir totes les accions i es féu amb la propietat del teatre. Marià Villangómez recorda que tenia forma de ferradura, disposava d'una platea amb llotges, un segon pis també amb llotges i un tercer pis, on hi havia el galliner i seients laterals.
Fou inaugurat el 6 d'abril del 1899. La  construcció i decoració van costar 65.180,85 pessetes. Els escenògrafs barcelonins Miquel Moragas i Salvador Alarma varen ser els decoradors del teatre i del teló de boca. Durant la dècada del 1920, Joan Roig Tur i Pere Oliver Tur n'eren els impressaris, s'hi feren un seguit de reformes: s'allargà la platea i s'afegiren quatre llotges per banda i a cada pis. Durant la Guerra Civil es va convertir en lloc d'estada de les tropes nacionals insurrectes. Tancat des del 1987, el Grup d'Empreses Matutes i Sirenis Hotels, propietaris de l'edifici, iniciaren el 2011 un projecte de reforma integral dissenyat per l'arquitecte Jordi Carreño.

## Activitat
Durant els primers anys l'activitat fou variada: alternà representacions teatrals amb sarsueles i espectacles de varietats. Al començament s'hi solien represantar els drames de Dicenta (Juan José, El señor feudal) i Echegaray (De mala raza, El gran Galeoto). Tampoc no hi faltà el Don Juan Tenorio, de Zorrilla, ni obres de Benavente, Linares Rivas, els germans Quintero, Muñoz Seca o Marquina. Hi han actuat companyies locals com el Grup Escènic Ebusus, que hi estrenà Angelina o El honor de un brigadier (1954) de Jardiel Poncela, o el Grup Amateur de Teatre (GAT), que hi presentà L'excepció i la regla (1977) de Bertolt Brecht. Al marge de totes aquestes activitats, també ha acollit cinema, concerts, actes polítics i socials, i balls per Carnaval i Cap d'Any.